# 왕규 (함규)
함규(咸規, 생년 미상 ~ 945년) 또는 왕규(王規)는 고려 전기의 재신(宰臣)이다.
광주(廣州)의 호족으로 왕건을 받들어 대광(大匡)에 이르렀다. 두 딸은 태조의 제15비 광주원부인과 제16비 소광주원부인이 되어 고려 왕실의 외척이 되었다. 혜종이 즉위한 뒤 외손자 광주원군을 왕위에 앉히려고 시도하다가 처형되었다.

## 생애
고려 초기 광주의 대호족으로, 양근 함씨였으나 개국공신으로 왕씨 성을 태조에게 사성을 받아 왕규(王規)가 된다. 함규는 당시 양근을 포함한 광주목에서 가장 큰 세력을 지닌 인물이었고, 함규는 고려를 세운 왕건을 도와 후삼국 통일에 앞장서 고려의 개국에 공을 세워 익찬개국공신(翊贊開國功臣)등의 작위를 받았다. 중부의 강력한 호족이었던 함규는 고려의 개국공신이 되었고, 지금의 국무총리에 해당하는 대광(大匡)의 자리에까지 오른다. 왕규는 혜종을 보필하라는 태조의 유지를 받들었으나 혜종 사후 왕위 계승을 둘러싸고 일어난 왕자의 난인 왕규의 난(王規之亂)으로 처형되었다.

## 가계
- 딸 : 태조의 제15비 광주원부인(廣州院夫人)
- 사위 : 태조 신성대왕(太祖 神聖大王, 877~943 재위: 918~943)
- 딸 : 태조의 제16비 소광주원부인 왕씨(小廣州院夫人 王氏, 생몰년 미상)
  - 외손자 : 광주원군(廣州院君)
- 딸 : 혜종의 제2비 후광주원부인 왕씨(後廣州院夫人 王氏, 생몰년 미상)
- 사위 : 혜종(惠宗, 912~945 재위:943~945)

## 평가
왕규는 군사적 기반이 약했기 때문에 오히려 혜종과 박술희의 보호를 받는 존재였으며, 그의 손자인 광주원군은 왕위 계승 서열과는 거리가 멀었기 때문에 왕규는 반란을 일으킬 이유가 없었다고 본다. 오히려 이 사건을 왕위를 노린 정종과 광종의 음모로 보고 “왕규의 난”이 아닌 “왕식렴의 난”으로 보는 관점이 있다.

## 왕규가 등장하는 작품
- 《태조 왕건》(KBS, 2000년 ~ 2002년, 배우:김명수)
- 《제국의 아침》(KBS, 2002년 ~ 2003년, 배우:김무생)